# Ілія Несторовскі
Ілія Несторовскі (мак. Илија Несторовски; нар. 12 березня 1990, Прилеп) — північномакедонський футболіст, нападник хорватського «Славен Белупо» та в минулому національної збірної Північної Македонії.

## Клубна кар'єра
Народився 12 березня 1990 року в місті Прілеп. Вихованець футбольної школи клубу «Побєда». Дорослу футбольну кар'єру розпочав 2006 року в основній команді того ж клубу, в якій провів чотири сезони, взявши участь у 96 матчах чемпіонату.  Більшість часу, проведеного у складі «Победи», був основним гравцем атакувальної ланки команди.
Один сезон відігравши у складі чеського клубу «Словацко».
Згодом з 2011 по 2013 рік на правах оренди грав у складі команд клубів чеської «Вікторія» (Жижков) та македонського «Металурга» (Скоп'є).
З 2013 року три сезони виступав за хорватський «Інтер» (Запрешич).
2016 року перебрався до Італії, ставши гравцем «Палермо». У сезоні 2016/17 забив 11 голів у 37 іграх Серії A, що, утім, не допомогло його команді зберегти місце у найвищому італійському дивізіоні. Залишився у сицилійській команді і протягом двох сезонів захищав її кольори у Серії B.
Однак падіння «Палермо» продовжилося, і 2019 року команда вибула й з другого дивізіону італійської першості. Після цього македонський нападник перейшов до вищолігового «Удінезе», з яким уклав трирічний контракт, який згодом було подовжено. Загалом відіграв за команду з Удіне чотири сезони, взявши участь у 78 іграх Серії A.
29 серпня 2023 року перейшов до лав друголігового «Асколі».
30 серпня 2024 року перейшов до лав хорватського «Славен Белупо».

## Виступи за збірні
2008 року дебютував у складі юнацької збірної Македонії, взяв участь у 3 іграх на юнацькому рівні, відзначившись одним забитим голом.
Протягом 2008–2012 років залучався до складу молодіжної збірної Македонії. На молодіжному рівні зіграв у 19 офіційних матчах, забив 5 голів.
2015 року дебютував в офіційних матчах у складі національної збірної Македонії, відразу ставши одним з основних нападників команди. Завершив виступи у складі національної збірної в 2023 році маючи в активі 52 матчі та 10 забитих голів.
| Дата       | Місто             | Господарі          | Результат | Гості              | Турнір                               | Голи | Примітки |
| ---------- | ----------------- | ------------------ | --------- | ------------------ | ------------------------------------ | ---- | -------- |
| 9-10-2015  | Скоп'є            | Північна Македонія | 0 – 2     | Україна            | Відбір до ЧЄ 2016                    | -    | 79'      |
| 12-10-2015 | Борисов (місто)   | Білорусь           | 0 – 0     | Північна Македонія | Відбір до ЧЄ 2016                    | -    | 86'      |
| 12-11-2015 | Скоп'є            | Північна Македонія | 4 – 1     | Чорногорія         | товариський матч                     | -    | 58'      |
| 17-11-2015 | Скоп'є            | Північна Македонія | 0 – 1     | Ліван              | товариський матч                     | -    | 46'      |
| 23-3-2016  | Копер (Словенія)  | Словенія           | 1 – 0     | Північна Македонія | товариський матч                     | -    | 46'      |
| 29-3-2016  | Скоп'є            | Північна Македонія | 0 – 2     | Болгарія           | товариський матч                     | -    | 76'- 80' |
| 29-5-2016  | Бад-Ерлах         | Північна Македонія | 3 – 1     | Азербайджан        | товариський матч                     | 1    | 72'      |
| 29-5-2016  | Скоп'є            | Північна Македонія | 1 – 3     | Іран               | товариський матч                     | -    | 62'      |
| 6-10-2016  | Скоп'є            | Північна Македонія | 1 – 2     | Ізраїль            | Відбір до ЧС 2018                    | 1    |          |
| 9-10-2016  | Скоп'є            | Північна Македонія | 2 – 3     | Італія             | Відбір до ЧС 2018                    | 1    | 68'      |
| 12-11-2016 | Гранада           | Іспанія            | 4 – 0     | Північна Македонія | Відбір до ЧС 2018                    | -    | 82'      |
| 24-3-2017  | Вадуц             | Ліхтенштейн        | 0 – 3     | Північна Македонія | Відбір до ЧС 2018                    | 2    |          |
| 28-3-2017  | Скоп'є            | Північна Македонія | 3 – 0     | Білорусь           | товариський матч                     | -    | 79'      |
| 5-6-2017   | Скоп'є            | Північна Македонія | 0 – 0     | Туреччина          | товариський матч                     | -    | 81'      |
| 1-6-2017   | Скоп'є            | Північна Македонія | 1 – 2     | Іспанія            | Відбір до ЧС 2018                    | -    |          |
| 2-9-2017   | Хайфа             | Ізраїль            | 0 – 1     | Північна Македонія | Відбір до ЧС 2018                    | -    | 86'      |
| 5-9-2017   | Струмиця (община) | Північна Македонія | 1 – 1     | Албанія            | Відбір до ЧС 2018                    | -    |          |
| 6-10-2017  | Турин             | Італія             | 1 – 1     | Північна Македонія | Відбір до ЧС 2018                    | -    |          |
| 9-10-2017  | Струмиця (община) | Північна Македонія | 4 – 0     | Ліхтенштейн        | Відбір до ЧС 2018                    | -    |          |
| 23-3-2018  | Анталія           | Фінляндія          | 0 – 0     | Північна Македонія | товариський матч                     | -    | 79'      |
| 27-3-2018  | Анталія           | Азербайджан        | 1 – 1     | Північна Македонія | товариський матч                     | -    | 60'      |
| 6-9-2018   | Гібралтар         | Гібралтар          | 0 – 2     | Північна Македонія | Ліга націй УЄФА 2018-2019 - 1-й етап | -    | 46'      |
| 9-9-2018   | Скоп'є            | Північна Македонія | 2 – 0     | Вірменія           | Ліга націй УЄФА 2018-2019 - 1-й етап | -    | 69'      |
| 13-10-2018 | Скоп'є            | Північна Македонія | 4 – 1     | Ліхтенштейн        | Ліга націй УЄФА 2018-2019 - 1-й етап | -    | 83'      |
| 16-10-2018 | Єреван            | Вірменія           | 4 – 0     | Північна Македонія | Ліга націй УЄФА 2018-2019 - 1-й етап | -    | 64' 88'  |
| 16-11-2018 | Вадуц             | Ліхтенштейн        | 0 – 2     | Північна Македонія | Ліга націй УЄФА 2018-2019 - 1-й етап | 1    |          |
| 19-11-2018 | Скоп'є            | Північна Македонія | 4 – 0     | Гібралтар          | Ліга націй УЄФА 2018-2019 - 1-й етап | 2    | 82'      |
| 21-3-2019  | Скоп'є            | Північна Македонія | 3 – 1     | Латвія             | Відбір до ЧЄ 2020                    | -    |          |
| 24-3-2019  | Любляна           | Словенія           | 1 – 1     | Північна Македонія | Відбір до ЧЄ 2020                    | -    | 18' 88'  |
| 7-6-2019   | Скоп'є            | Північна Македонія | 0 – 1     | Польща             | Відбір до ЧЄ 2020                    | -    | 87'      |
| 10-6-2019  | Скоп'є            | Північна Македонія | 1 – 4     | Австрія            | Відбір до ЧЄ 2020                    | -    | 56'      |
| 5-9-2019   | Беер-Шева         | Ізраїль            | 1 – 1     | Північна Македонія | Відбір до ЧЄ 2020                    | -    | кап. 69' |
| 9-9-2019   | Рига              | Латвія             | 0 – 2     | Північна Македонія | Відбір до ЧЄ 2020                    | -    | 65'      |
| 10-10-2019 | Скоп'є            | Північна Македонія | 2 – 1     | Словенія           | Відбір до ЧЄ 2020                    | -    |          |
| 13-10-2019 | Варшава           | Польща             | 2 – 0     | Північна Македонія | Відбір до ЧЄ 2020                    | -    | 34' 74'  |
| 19-11-2019 | Скоп'є            | Північна Македонія | 1 – 0     | Ізраїль            | Відбір до ЧЄ 2020                    | -    | 60'      |
| 5-9-2020   | Скоп'є            | Північна Македонія | 2 – 1     | Вірменія           | Ліга націй УЄФА 2020-2021 - 1-й етап | 1    | 61'      |
| 8-9-2020   | Тбілісі           | Грузія             | 1 – 1     | Північна Македонія | Ліга націй УЄФА 2020-2021 - 1-й етап | -    | 59'      |
| 8-10-2020  | Скоп'є            | Північна Македонія | 2 – 1     | Косово             | Відбір до ЧЄ 2020                    | -    | 37' 88'  |
| 11-10-2020 | Таллінн           | Естонія            | 3 – 3     | Північна Македонія | Ліга націй УЄФА 2020-2021 - 1-й етап | -    | 64'      |
| 14-10-2020 | Скоп'є            | Північна Македонія | 1 – 1     | Грузія             | Ліга націй УЄФА 2020-2021 - 1-й етап | -    | 71'      |
| 12-11-2020 | Тбілісі           | Грузія             | 0 – 1     | Північна Македонія | Відбір до ЧЄ 2020                    | -    | 82' 89'  |
| 15-11-2020 | Скоп'є            | Північна Македонія | 2 – 1     | Естонія            | Ліга націй УЄФА 2020-2021 - 1-й етап | -    | 78'      |
| 18-11-2020 | Єреван            | Вірменія           | 1 – 0     | Північна Македонія | Ліга націй УЄФА 2020-2021 - 1-й етап | -    | 62'      |
| 25-3-2021  | Бухарест          | Румунія            | 3 – 2     | Північна Македонія | Відбір до ЧС 2022                    | -    | 54'      |
| 28-3-2021  | Скоп'є            | Північна Македонія | 5 – 0     | Ліхтенштейн        | Відбір до ЧС 2022                    | 1    | 58'      |
| 17-11-2022 | Скоп'є            | Північна Македонія | 1 – 1     | Фінляндія          | товариський матч                     | -    | 59'      |
| 20-11-2022 | Скоп'є            | Північна Македонія | 1 – 3     | Азербайджан        | товариський матч                     | -    | 56'      |
| 23-3-2023  | Скоп'є            | Північна Македонія | 2 – 1     | Мальта             | Відбір до ЧЄ 2024                    | -    | 58'      |
| 27-3-2023  | Скоп'є            | Північна Македонія | 1 – 0     | Фарерські острови  | товариський матч                     | -    | 54'      |
| 16-6-2023  | Скоп'є            | Північна Македонія | 2 – 3     | Україна            | Відбір до ЧЄ 2024                    | -    | 65'      |
| 19-6-2023  | Манчестер         | Англія             | 7 – 0     | Північна Македонія | Відбір до ЧЄ 2024                    | -    |          |
| Усього     |                   | Матчів             | 52        |                    | Голів (6 місце)                      | 10   |          |

## Титули і досягнення
- Найкращий бомбардир чемпіонату Хорватії:

2015—2016 (25 голів)